# GeoGebra
GeoGebra是一款动态數學（几何）软件，于2001年由Markus Hohenwarter在奥地利萨尔茨堡大学制作。其名称是Geometry（几何）和Algebra（代数）的混成词。

## 简介
GeoGebra是一款动态幾何代數软件，主要功能包含CAS計算機、科學計算機、3D計算機、計算與繪圖。其特點為能建立幾何對象，並保持它們之間的關係，可以用來快速的實驗數學上的想法、觀察圖形變化或者製作簡單的動畫，製作教學演示材料。它提供安裝版本和在線版本，在線版本註冊帳號即可在線保存筆記。

## 簡史
GeoGebra 軟體由 Markus Hohenwarter 在 2002 年於奧地利薩爾茨堡大學提出其碩士論文作品時設計的。這個軟體旨在結合動態幾何軟件和符號計算系統的優點。GeoGebra 的創建者認為這些工具對數學教育非常有價值，但他也注意到對於一般教師來說，由於符號計算程序的語法較為嚴格，學習起來比較困難，因此他們傾向於避免使用它。相反地，他發現教師們更喜歡動態幾何軟件，因為其用戶介面的設計使得程序更容易使。
GeoGebra 軟體很快就在全球範圍內獲得了流行，並且有許多志願者加入這個項目，開發新功能、互動式教學材料，並將軟體及其文件翻譯成許多種語言，透過專為此設的論壇與新用戶合作。現在，包括教師、研究人員、軟體開發者、學生及其他對此主題感興趣的人士在內的社群，透過各地的地方性 GeoGebra 學院彼此連結，並通過國際 GeoGebra 學院進行協調。

## 功能
- 2D 圖形視圖：在此視圖中，可以使用點、直線、線段、多邊形、圓錐曲線等進行幾何構造。還可以進行諸如物體間的交叉、平移、旋轉等操作。此外，還可以繪製函數、以隱式形式表達的曲線、通過不等式定義的平面區域等。
- 3D 圖形視圖: 除了之前提到的 2D 圖形視圖中的對象外，還可以表示平面、球體、錐體、多面體和兩變量的函數。
- 電子表格: 提供一個包含多行多列的工作表，在其中可以輸入和處理數字數據。它還提供了數據統計處理的工具。
- 數據繪製功能: 此視圖包含多種概率分佈函數的表示，並允許在特定區間內計算這些函數的概率。它還提供了一個計算器，用於執行統計測試。
- CAS計算機：直接绘制圆锥曲线，对函数求导数，积分，对多项式函数求极值和拐点等。

使用者也可以加入翻譯或是開發志工協助開發推展，自己編譯和修改源碼。它有自己的程式語法GeoGebraScript，也可以用Python（此Python功能已於2014年停用）和JavaScript進一步擴展。

## GeoGebra 資源平台
GeoGebra Materials 平台是一項雲端服務，允許使用者上傳並與他人分享 GeoGebra 小工具。該平台最初於 2011 年 6 月以 GeoGebraTube 的名稱推出，並於 2016 年更名為 GeoGebra Materials。截至 2016 年 4 月，該服務已託管超過 100 萬個資源，其中超過 40 萬個為公開資源。這些「材料」包括使用 GeoGebraBook 創建的互動式工作表、模擬、遊戲和電子書。
GeoGebra Materials 也可以匯出為多種格式，包括 SVG、動畫 GIF、Windows Metafile、PNG、PDF 和 EPS，並可直接複製到剪貼簿中。GeoGebra 還可以生成用於 LaTeX 文件的代碼。

## 授權
在 4.2 版之前，GeoGebra 的所有源代碼皆依照 GNU通用公眾授權條款（GPL-3.0-or-later）發布。
自 4.2 版起，GeoGebra 的大部分源代碼（除安裝程式、網路服務、用戶介面影像與樣式文件、文檔與語言文件之外）仍依照 GNU通用公眾授權條款（GPL-3.0-or-later）發布。安裝程式和網路服務則採用 GeoGebra 自有的專有許可；用戶介面影像、樣式、文檔與語言文件則以 Creative Commons 非商業共享相同方式 3.0 版（CC BY-NC-SA 3.0）發布。商業使用需遵循特別許可和合作協議。
由於構建程式所需的部分元件並非依 GPL 相容許可發布，且 GeoGebra 包含 GPL 許可的函式庫，一些使用者（包括部分所使用函式庫的維護者）認為該許可條款無效。為回應此類疑慮，國際 GeoGebra 學院（IGI）與 GeoGebra 創始人 Markus Hohenwarter 提供了相應的許可常見問題解答（FAQ）來闡明相關授權問題。

## 社群
國際 GeoGebra 學院（International GeoGebra Institute，簡稱 IGI）是 GeoGebra 團體的非營利組織，負責協調全球範圍內用戶團體的研究、開發、翻譯與推廣工作。該學院透過遍及各地的地方性 GeoGebra 組織網絡提供技術支援與培訓認證，並促進不同地區開發者與教育者之間的協作。

## 獲獎
2016 年：德國漢堡 MNU 數學類 Archimedes 獎
2015 年：Microsoft Partner of the Year Award 最終入圍（公共部門：教育組）
2013 年：MERLOT Exemplary Online Learning Resources – MERLOT Classics（拉斯維加斯，內華達州，美國）
2010 年：National Technology Leadership Award（NTLC）（華盛頓哥倫比亞特區，美國）
2009 年：Tech Award 教育組獲獎（聖荷西，加利福尼亞州，美國）
2009 年：BETT Award 最終入圍（倫敦，英國）
2008 年：SourceForge.net Community Choice Awards 最佳教育專案 最終入圍
2008 年：AECT 傑出開發獎（Association for Educational Communications and Technology）（奧蘭多，佛羅里達州，美國）
2006 年：Learnie Award 奧地利教育軟體獎 – 「Wurfbewegungen mit GeoGebra」（維也納，奧地利）
2006 年：eTwinning Award – 「Crop Circles Challenge with GeoGebra」第一名（林茲，奧地利）
2005 年：Les Trophées du Libre 國際自由軟體獎（教育組）（索瓦松，法國）
2005 年：Learnie Award 奧地利教育軟體獎 – 「Spezielle Relativitätstheorie mit GeoGebra」（維也納，奧地利）
2004 年：Comenius 德國教育媒體獎（柏林，德國）
2004 年：digita 德國教育軟體獎（科隆，德國）
2003 年：Learnie Award 奧地利教育軟體獎（維也納，奧地利）
2002 年：EASA 歐洲學術軟體獎（隆訥比，瑞典）

## 注解
1. ↑  1994——2002年他雙主修“應用資訊科學”與“數學與心理學”兩個學位，GeoGebra实际上为他的碩士論文。2006——2008年他在佛罗里达州立大学執行一項研究計畫對GeoGebra进行维护。
2. ↑  Hohenwarter從一開始就沒有称它為動態幾何軟體。他2004當時的一個德文演講標題是“GeoGebra - ein Softwaresystem fur dynamische Geometrie und Algebra”（“GeoGebra – 一個動態幾何與代數的軟體系統”），但之後他好幾場的演講標題都是“Dynamische Mathematik mit GeoGebra”（動態數學以GeoGebra）。可見他已經慢慢瞭解到，GeoGebra的發展已經超出他當初的預設，已慢慢發展為一個全面的“動態數學軟體”了。
3. ↑  GeoGebraScript 並沒有 for loop 的指令, 必須透過 Repeat[ <Number>, <Scripting Command>, <Scripting Command>, ... ], 或 Seq[ ]等指令或是用spreadsheet試算表達到重複迭代的效果, 另一方法是用 JavaScript 來執行 for 的動作.